# マチルダ (1996年の映画)
『マチルダ』（原題：Matilda）は、1996年制作、ダニー・デヴィート監督のアメリカ合衆国のファンタジー・コメディ映画。原作はイギリスの作家ロアルド・ダールの児童文学作品『マチルダは小さな大天才』で、ニコラス・カザンとロビン・スウィコードが脚本を担当した。マーラ・ウィルソン、ダニー・デヴィート（ナレーターも兼任）、リー・パールマン、エンベス・デイヴィッツ、パム・フェリスが出演し、1996年8月2日にトライスター ピクチャーズにより公開された。無知で愚かな大人たちに立ち向かう子どもの姿をユーモラスに描いた作品である。

## ストーリー
アメリカのとある田舎町。金儲けしか頭にないインチキ中古車販売業者のワームウッド夫妻の元に女の子の赤ん坊・マチルダが授かった。彼女は赤子の時に早々とアルファベットを理解し、わずか4歳で高尚な英文学を読みこなし、数学に関しても大人顔負けな頭脳を発揮する天才少女だったが、両親はそんな我が子に露ほどの興味も示さず逆に邪魔者扱いしていた。父ハリーが仕事、母ジニアがビンゴ、兄マイケルが学校へ行く間、マチルダは常に家に置きざりにされ誰からも顧みられなかった。知識欲を満たすために自宅と図書館を往復する日々を繰り返す内、やがてマチルダは6歳半になった。
マチルダの両親は娘の成長に無関心で、マチルダの正確な年齢も学校入学の手続きすらも忘れていた。そんな両親に対し、マチルダは学校に行きたいと訴えるが取りあってもらえず、ほんの少しの意見ですら生意気扱いされて罵倒され続ける。マチルダは父親が発した「悪い人間はお仕置きだ」という言葉を「悪い大人を子供が罰してもいい」と解釈し、家族が自分を虐げる度に密かな悪戯をしかけて報復する。
ある日のこと。クランチェムホール小学校の女校長トランチブルがハリーの経営する自動車販売店にやってくる。彼女は暴力で子供を支配する残酷な人間で、その教育方針に賛意を示した父親は悪ガキであるマチルダを鍛え直させようと考えてクランチェムホール小学校へ入学させる。憧れの学校生活に胸をときめかし、友達にも恵まれるマチルダであったが、トランチブル校長の暴力支配に脅かされている学校の実態を目の当たりにする。そんな中、マチルダは自分の理解者となってくれた心優しい担任教師ミス・ハニーと心を通わせていく。
トランチブル校長の暴力支配が猛威を振るう中、マチルダはトランチブル校長との諍いをきっかけに自身の中に超能力が眠っていることに気づき、ミスハニーにそのことを打ち明けて目の前で再現して見せようとみせるができなかった。ミス・ハニーの家にお茶に招かれたマチルダは、ミス・ハニーが実はトランチブル校長の姪であり、トランチブル校長に実父マグナスを殺されて家と財産を奪われ虐待を受けていた過去を知る。取り残されたミス・ハニーの宝物を取り返そうと校長の家に忍び込んだマチルダだが、折悪く校長が戻ってきて気づかれて追われる羽目になり、何も取り戻せないまま命からがら逃げだす。帰宅後、両親が喧嘩しているところを目の当たりにしたマチルダは、自分の力の源が怒りの感情であることを理解し、特訓の末に超能力を自在に操れるようになる。マチルダは真夜中にトランチブル校長の家へ乗り込み、超能力を駆使して家の外からミス・ハニーの宝物を取り返すと、更にマグナスの幽霊の振りをして超能力で脅かし家を出ていくように仕向ける。目論見通り校長が慌てふためきながら外に飛び出して逃げようとするさまを見届けた後、マチルダはその場を離れ帰宅する。
翌日。マチルダに宝物の人形を見せられたハニーは驚く。マチルダはミス・ハニーに対し家の中に入るなという約束はちゃんと守ったと告げるが、その直後、登校してきたトランチブル校長が余裕の笑みを浮かべてマチルダの教室で授業を行うと告げ去っていく。実は校長の家に再度行った時、マチルダの頭のリボンが木の枝に引っかかって取れており、トランチブル校長に見つけられてしまっていたのだ。トランチブル校長がミス・ハニーと彼女の父親のことを何と呼んでいたかを聞き出した後、マチルダは気が動転しているミス・ハニーを落ち着かせ、こっそりと超能力を披露してすべては上手くいくと豪語する。その直後、トランチブル校長が教室にやってきて証拠のリボンをつきつけマチルダに罪を認めさせようとする。しかしマチルダは動じることなく、再びマグナスの霊のフリをしてトランチブル校長がマグナスを殺害したことを責め、ミス・ハニーに家と財産を返し町から立ち去るようにと脅迫と警告のメッセージをチョークで黒板に書き付けていく。ショックのあまりトランチブル校長は我を忘れて暴走するがことごとくマチルダの超能力でやり込められていく。そして虐げてきた子供たちの反撃を喰らい、完膚無きまでに打ちのめされたトランチブル校長は学校から逃げ出したまま失踪する。こうして、ついに学校に平和が、ミス・ハニーに財産と家が取り戻された。
その後、FBIに追い詰められたワームウッド家は家族そろってグアムに高飛びしようとする。彼らはミス・ハニーの家にマチルダを迎えに行くが、マチルダは家族と決別し、ミス・ハニーに養子にしてくれるように頼む。ジニアはたった一人の娘であるマチルダのことが全く理解できないと悲しげな顔で語ると、マチルダが隠し持っていた養子縁組申請書に進んで署名し、ハリーもそれに続く。ハリーとジニアはそのまま逃亡し、マチルダは新たにクランチェムホール小学校の校長となったミス・ハニーと共に幸せに暮らすのだった。

## 登場人物
マチルダ・ワームウッド
主人公。ワームウッド家の長女で年齢は6歳半。8月生まれ。赤ん坊の頃にはすでにアルファベットを書けるようになり、4歳で高尚な英文学を読みこなし数学にも抜群の才能を発揮する天才少女。理不尽な仕打ちをする大人たちへの怒りから超能力に目覚め、持ち前の頭脳と超能力で悪辣な大人たちを懲らしめるべく立ち向かう。
性格そのものは年相応の女の子らしく明るく天真爛漫で、自分の才能をひけらかして鼻にかけるような事もしないため、クラスメートとすぐに打ち解けている。
原作では何があっても涙を流すことはないが、本作では公園で仲良く遊ぶ親子を羨ましく見つめたり、友達がいない寂しさや辛い境遇に泣いたりと、年相応の子供らしい一面が掘り下げられている。

ハリー・ワームウッド
マチルダの父親。インチキ中古車販売業者。車の運転は下手。実の娘であるマチルダをことあるごとに罵倒し、怒鳴り散らす。
原作とイメージが反対で小太りな体格。徹底的に娘を放任・拒絶していた原作と違い、マチルダの成長後は自分の仕事場に連れて行ったり外食に同席させてやったり、高飛びする際にはわざわざ迎えに来てやったりする等、多少なりともまともなところはある。

ジニア・ワームウッド
マチルダの母親。赤ん坊のマチルダの面倒をろくに見ようともせずビンゴ大会にいってしまう怠惰な性格。
原作とイメージが反対で細身で派手な格好をしている。また、原作では最後まで娘に無関心で、別れの際にも娘の言う通りにしてやれば面倒事が減るという認識しかなかったが、本作のラストではマチルダを迎えに駆け付けた後にマチルダのことをまるで理解できないと寂しげな顔で語った後、娘の希望を汲んで自ら養子縁組書にサインし、手を振りながら笑顔で去っていった。

マイケル・ワームウッド
マチルダの兄。原作では素直でおとなしい性格でマチルダとも仲は良く高跳びの際にただ一人マチルダを振り返って手を振っていたが、本作では性悪な性格でマチルダをバカ呼ばわりして苛めている。

ミス・ハニー
クランチェムホール小学校の女性教師で1年クラスの担任。心優しく控えめな性格で生徒達から慕われている。フルネームはジェニファー・ハニー。
クラスに遅れて入ってきたマチルダの天才ぶりに舌を巻き、良き理解者となる。
実はトランチブル校長の姪で、幼少期に伯母である校長に父を殺害され、執拗な虐待の末に家と財産を奪われるという過酷な生い立ちを背負っている。

トランチブル校長
クランチェムホール小学校の校長。フルネームはアガサ・トランチブル。元オリンピックの槍投げ・砲丸投げ・ハンマー投の選手で、筋骨隆々のたくましい肉体と、自分の嫌いなおさげ髪の少女をおさげを掴んで振り回して投げ飛ばし、故障した車を身一つで押して動かすほどの女性離れした怪力の持ち主。極端な子供嫌いで、暴力で学校を支配し児童たちに容赦ない虐待を加えている。
ハリーにオンボロの中古車を売りつけられた恨みから彼の娘であるマチルダを目の敵にするようになる。
実はミス・ハニーの伯母で、彼女の父を殺して財産を奪い取り、幼いハニーに虐待をくわえていた悪党。
恐れる物など何もないと言わんばかりの振る舞いを続ける一方で迷信深い一面があり、不吉の象徴とされる黒猫を毛嫌いし、非科学的存在である幽霊に強い恐怖心を抱き、マチルダが仕掛けたマグナスの霊の振りの悪戯を前に取り乱している。
原作では、子供たちの親に子供が受けた仕打ちが事実だったと信じさせないよう、あえて子供たちを怪力で放り投げるなどの非現実的な手段で痛めつけるなどの狡猾な一面も持ち合わせている。
ラベンダー
マチルダのクラスメートであり親友。フルネームはラベンダー・ブラウン。川遊び中に見つけたイモリを利用してトランチブル校長にイタズラを仕掛ける事を思いつくものの反対にマチルダを追い詰めてしまうが、それがきっかけで彼女の超能力が本格的に覚醒した。

アマンダ・スリップ
マチルダのクラスメート。トランチブル校長の嫌いなおさげで登校したためトランチブル校長に目をつけられ、ハンマー投げの如く投げ飛ばされてしまう。
運良く花壇に落ちたためケガすることなく無事で済み、その後は校長の授業の時だけミス・ハニーに髪を下ろしてもらうようになった。

ブルース・ボッグトロッター
マチルダとは別のクラスの児童。肥満児でかなりの食いしん坊。トランチブル校長のチョコケーキを盗み食いした罰で巨大なチョコレートケーキの完食を強要されるが、マチルダと全児童の応援で見事完食して校長の鼻をあかして見せた。

ホルテンシア
マチルダが通う小学校の上級生。過去にトランチブル校長の懲罰を受けたことがあり、マチルダとラベンダーに彼女について教える
マチルダたちと一緒にラベンダーが捕まえてきたイモリについてのマチルダの解説を聞いていたりと、下級生との付き合いもよい様子。
原作では過酷な罰を与えられても屈することなくトランチブル校長にいたずらを仕掛け続ける反骨精神の持ち主だったが、本作ではそうした一面は割愛されている。

ミセス・フェルプス
マチルダが通う図書館の司書。マチルダの天才ぶりに舌を巻き、本を読みたがっている彼女に様々な助言を与えた。
マチルダが最初に出会った数少ない理解者の1人。

クッキー
校長のためにおやつを作っている給仕係の老婆。

FBI捜査官ボブとビル
ハリーのインチキ商法の証拠を掴むために自宅を見張っていたFBI捜査官。マチルダの超能力と口八丁で言いくるめられ、証拠のビデオテープを奪われる。

## 出演
| 役名             | 俳優                         | 日本語吹替                                                                               |
| ---------------- | ---------------------------- | ---------------------------------------------------------------------------------------- |
| マチルダ         | マーラ・ウィルソン           | 矢島晶子                                                                                 |
| ハリー           | ダニー・デヴィート           | 樋浦勉                                                                                   |
| ジニア           | レア・パールマン             | 一城みゆ希                                                                               |
| マイケル         | ブライアン・レビンソン       | ?                                                                                        |
| ミス・ハニー     | エンベス・ダビドス           | 佐々木優子                                                                               |
| トランチブル校長 | パム・フェリス               | 吉田理保子                                                                               |
| ラベンダー       | キアミ・ダバエル             | こおろぎさとみ                                                                           |
| ブルース         | ジミー・カーツ               | 水原リン （現：真山亜子）                                                                |
| アマンダ         | ジャクリーン・スタイガー     | ?                                                                                        |
| ホルテンシア     | キラ・スペンサー・へッサー   | ?                                                                                        |
| フェルプス夫人   | ジーン・スピーグル・ハワード | ?                                                                                        |
| クッキー         | マリオン・デュガン           | ?                                                                                        |
| FBI捜査官ボブ    | ポール・ルーベンス           | 清水明彦                                                                                 |
| FBI捜査官ビル    | トレイシー・ウォルター       | 仲野裕                                                                                   |
| マギー           | エミリー・エビー             | ?                                                                                        |
| ミッキー         | ジョン・ロヴィッツ           | 家中宏                                                                                   |
| その他           | N/A                          | 藤枝成子 喜田あゆ美 亀井芳子 藤堂陽子 筒井巧 木附久美子 松岡恵美子 岩居由希子 津村まこと |
| ナレーター       | ダニー・デヴィート           | 樋浦勉                                                                                   |

日本語吹き替えはVHSおよびNetflixの物。日本ではDVDおよびBlu-ray未発売。
※日本語版スタッフ
- 演出：松川陸
- 吹替翻訳：徐賀世子
- 調整：オムニバス・ジャパン
- 製作：東北新社

## 音楽
ラステッド・ルートによる『Send Me on My Way』が、マチルダ4歳の時に自宅で1人でパンケーキを作るシーンと、ミス・ハニーがトランチブルから家を取り戻してマチルダと共に暮らすモンタージュで使用されている。サーストン・ハリスの『Little Bitty Pretty One』が、マチルダが自身で超能力の訓練をするシーンで使用されている。
映画のオリジナルの楽曲はデヴィッド・ニューマンにより作曲された。

## 評判
公開時、批評家の称賛を得た。Rotten Tomatoesでは90%の満足度であった。アメリカ国内では3,600万ドルの予算に対し、興行収入3,300万ドルであった。世界で公開されると興行収入は上がり、ビデオ出版やテレビ放映を経て、最終的に予算の2倍近くの興行収入となった。

## 受賞歴
受賞
- ヤングスター・アワード
  - ヤング・アクトレス賞コメディ映画部門 - マーラ・ウィルソン
- シネキッド・ライオン観客賞
  - 監督賞 - ダニー・デヴィート
- オウル国際子供映画祭スターボーイ賞
  - 監督賞 - ダニー・デヴィート

ノミネート
- サテライト賞
  - 助演男優賞コメディ/ミュージカル部門 - ダニー・デヴィート
- ヤング・アーティスト賞
  - 主演女優賞映画部門 - マーラ・ウィルソン
  - 助演女優賞映画部門 - キラ・スペンサー・ヘッサー

アカデミー作曲賞ノミネート有力とされていたが、結局ノミネートはされなかった。

## 備考
- マチルダ役のマーラ・ウィルソンの母、スージー・ウィルソンが映画公開の4々月前に乳癌で逝去した。完成した作品は彼女に捧げられ、エンドロール前のスタッフクレジットの最後にスージーの名前が掲げられた。
- 公開当時のトレイラー映像では、本編に存在しないカットがいくつか映っている[注 1]。
- ミス・ハニーの生家に置かれている彼女の父マグナスの肖像画は、原作者であるロアルド・ダールを描いたもの。原作者に対する監督の敬意の表現だという。
- 劇中でマチルダが持っている人形は、マーラ自らがデザインしたものが使われており、ワンダと名付けられている。
- 映画公開から17周年となる2013年に出演者たちは久々に再会した。その様子を撮影した映像がブルーレイ版に特典映像として収録されている[8][9]。メインキャストから脇役までそろっての再会となったが、ホルテンシア役のキラ・スペンサー・ヘッサーのみ、出演していない。